# Famille Geremei
La famille Geremei, également sous la forme Geiremei ou Geremia, est une ancienne famille de Bologne du parti guelfe.

## Historique
Les Geremei sont une ancienne famille de Bologne du parti guelfe. Pendant les affrontements entre guelfes et gibelins, partisans du pape ou de l'empereur, elle est en lutte constante avec la famille rivale de Lambertazzi, du parti gibelin, pour la domination de Bologne.[réf. nécessaire]
La famille est issue de Sergio degli Onesti (père de saint Romuald), duc de Ravenne, au Xe siècle, d'origine franque, marié à Traversara Traversari qui était la fille de Teodoro Traversari et la petite-fille de Paolo Traversari. Geremia serait son neveu. Les Geremia ont reçu d'Éribert, évêque de Ravenne, en 1021, le comté de Ghiazzolo dans le territoire de Forlimpopoli, puis coseigneurs du castel Fabriano. Ils ont été appelés Geremia ou Geremei quand ils se sont installés à Bologne,,.
La première mention de cette famille et des Lambertazzi à Bologne date de 1217 quand Jean de Brienne demande l'aide de croisés pour la libération des lieux saints et la cinquième croisade. Bologne a donné deux troupes, une par faction. Bonifacio Lambertazzi est à la tête de celle des gibelins, et Baruffaldino Geremei pour les guelfes.
À partir de cette date, le nom de Geremei est synonyme à Bologne de Guelfe. Cette appellation s'est poursuivie bien après que la famille est quittée Bologne.
De fait la famille Geremei n'existe plus à Bologne après le XIIIe siècle, avec la mort de Baruffaldino en 1252, et de ses frères peu de temps après. Le nom de Geremei a continué à être utilisé pour désigner le parti guelfe de Bologne jusque dans les premières décennies du XIVe siècle, quand il a été remplacé par celui de Maltraversi.
Le parti Geremei a réussi en 1255 à mettre en place la fonction de capitaine du peuple (capitano del popolo). Après l'arrivée de Charles d'Anjou et la mort de Manfred, en 1266, ils ont augmenté leur puissance, qui a culminé entre 1274 et en 1280 avec l'expulsion définitive des Lambertazzi de Bologne, et le contrôle total de la ville, incontesté jusqu'en 1327.
Une branche de la famille s'est installée à Naples. Le bienheureux Pierre Geremia, appelé l'apôtre de la Sicile en est issu.
D'autres membres de la famille ont occupé des offices ecclésiastiques: Ugo Geremei, vivant au XIIe siècle, archiprêtre de la basilique vaticane a été fait cardinal-diacre de San Teodoro en 1125 par le pape Honorius II ; Enrico I † (1130 - décédé en juillet 1145) était évêque de Bologne en 1130 ; Rodolfo a aussi été un évêque en 1144. Les autres membres ont occupé plutôt des fonctions communales : un Rambertino a été podestat de Milan en 1196 ; Graidano, podestat de Forlì et porte-étendard de Bologne, d'autres ont été consuls dans la même ville.

## Littérature et opéra
- Au XVe siècle, Giovanni Sabadino degli Arienti, auteur du livre de nouvelles Le Porrettane, a inventé l'histoire romantique des amours contrariées de Bonifacio Geremei et d'Imelda Lambertazzi pour justifier la création des deux factions guelfe et gibeline[6]. En reprenant cette histoire dans Dalla historia di Bologna, vol. 1, en 1596, Cherubino Ghirardacci lui a donné du crédit [7].
- Cette histoire de combat entre guelfes et gibelins est reprise dans la tragédie en 5 actes Imelda de Gabriele Sperduti qui a paru en 1825 d'après ces vieilles chroniques bolonaises. L'auteur nous transporte encore au Moyen Âge, vers la fin du XIIIe siècle; à Bologne. Deux grandes familles de Bologne sont aux prises, les Geremei et les Lambertazzi. Le neveu de Geremei, Bonifacio, aime la fille de Lambertazzi, Imelda, autant que Roméo aime Juliette. Après maintes aventures, après maints coups d’épée, Bonifacio est tué par un des Lambertazzi avec un poignard empoisonné, au moment où Imelda, fuyant le château de ses pères, va s’unir à lui dans la chapelle de la forêt. Celle-ci essaie de sauver son amant en aspirant le poison et en meurt.
- De cette tragédie, Andrea Leone Tottola en a tiré un livret mis en musique par Gaetano Donizetti dans l'opéra Imelda de' Lambertazzi donné pour la première fois à Naples, en 1830.
- Defendente Sacchi a écrit un roman historique, I Lambertazzi e i Geremei o le fazioni di Bologna nel secolo XIII. Cronaca di un Trovatore, Presso Ant. Fort. Stella e figli, Milano, 1830 ( lire en ligne )
- Friedrich Halm a écrit le drame Imelda Lambertazzi, en 1838.
- Le prince Joseph Poniatowski a donné à Rome, en 1844, Bonifazio dei Geremei, grand opéra en 3 actes, livret de Poniatowski lui-même.